# Polystichum manmeiense
Polystichum manmeiense är en träjonväxtart som först beskrevs av Christ, och fick sitt nu gällande namn av Nakaike. Polystichum manmeiense ingår i släktet Polystichum och familjen Dryopteridaceae. Inga underarter finns listade.